# Chełchy (przystanek kolejowy)
Chełchy – nieczynny przystanek osobowy w Chełchach, w województwie warmińsko-mazurskim, w Polsce. Znajduje się tu 1 peron. Ruch pociągów pasażerskich zawieszono 31 grudnia 2012 roku.